# Scleria nyasensis
Scleria nyasensis är en halvgräsart som beskrevs av Charles Baron Clarke. Scleria nyasensis ingår i släktet Scleria och familjen halvgräs. Inga underarter finns listade i Catalogue of Life.